# جیسون شکل
جیسون شکل (انگلیسی: Jason Shackell؛ زادهٔ ۲۷ سپتامبر ۱۹۸۳) بازیکن فوتبال اهل بریتانیا است.
از باشگاه‌هایی که در آن بازی کرده‌است می‌توان به باشگاه فوتبال برنلی، باشگاه فوتبال بارنزلی، باشگاه فوتبال ولورهمپتون واندررز و باشگاه فوتبال دونکستر راورز، باشگاه فوتبال نوریچ سیتی و باشگاه فوتبال دربی کانتی اشاره کرد.